# Génération Rx
Pour plus de détails, voir Fiche technique et Distribution.
Génération Rx (The Chumscrubber) est un film américain réalisé par Arie Posin, sorti en 2005.

## Synopsis
L'histoire se déroule dans une banlieue aisée américaine. Dean Stiffle trouve son meilleur ami, Troy, pendu dans sa chambre, mais ne prévient pas ses parents.

## Fiche technique
- Titre : Génération Rx
- Titre original : The Chumscrubber
- Réalisation : Arie Posin
- Scénario : Arie Posin et Zac Stanford
- Musique : James Horner
- Photographie : Lawrence Sher
- Montage : William S. Scharf et Arthur Schmidt
- Production : Lawrence Bender et Bonnie Curtis
- Société de production : El Camino Pictures, Go Fish Pictures (en) et Lawrence Bender Productions
- Société de distribution : Newmarket Films (États-Unis)
- Pays :  États-Unis et  Allemagne
- Genre : Comédie dramatique
- Durée : 108 minutes
- Dates de sortie : 
  -  États-Unis : 5 août 2005

## Distribution
- Jamie Bell (VF : Alexis Tomassian) : Dean
- Camilla Belle : Crystal
- Justin Chatwin (VF : Hervé Rey) : Billy
- Glenn Close (VF : Évelyn Séléna) : Mme Johnson
- Rory Culkin : Charlie Stiffle
- Thomas Curtis : Charlie Bratley
- Tim DeKay : M. Peck
- William Fichtner (VF : Guy Chapellier) : M. Bill Stiffle
- Ralph Fiennes (VF : Patrick Laplace) : le maire Michael Ebbs
- Caroline Goodall (VF : Véronique Augereau) : Mme. Parker
- John Heard (VF : Patrick Messe) : l'officier Lou Bratley
- Jason Isaacs : M. Parker
- Allison Janney (VF : Emmanuèle Bondeville) : Allie Stiffle
- Josh Janowicz (VF : Vincent Violette) : Troy
- Carrie-Anne Moss (VF : Danièle Douet) : Jerri Falls
- Lou Taylor Pucci (VF : Donald Reignoux) : Lee
- Rita Wilson (VF : Gaëlle Savary) : Terri Bratley

 Source et légende : version française (VF) sur RS Doublage

## Accueil
Le film a reçu un accueil mitigé de la critique. Il obtient un score moyen de 41 % sur Metacritic.